# Puchar Ligi Łotewskiej w piłce nożnej
Puchar Ligi Łotewskiej w piłce nożnej (łot. Virslīgas Ziemas kauss) – cykliczne rozgrywki piłkarskie, przeprowadzane systemem pucharowym, organizowane corocznie (co sezon) w latach 2013–2018 przez Łotewski Związek Piłki Nożnej (LFF) dla łotewskich, męskich, profesjonalnych drużyn klubowych z Virslīgi.

## Historia
W sezonie 2013 startowały pierwsze oficjalne rozgrywki o Puchar Ligi Łotewskiej. Od 14 stycznia do 17 lutego 2013 roku został rozegrany turniej o nazwie Puchar Zimowy Wyższej Ligi. Najpierw 8 drużyn podzielono na 2 grupy, z których po dwie najlepsze potem w półfinale walczyli o awans do finału. W finale, który został rozegrany 17 lutego 2013 roku, FK Daugava pokonała 3:0 FK Ventspils. W kolejnych edycjach turniej rozgrywany był według podobnego schematu, z wyjątkiem sezonu 2017, w którym zaproszono również zespoły z Estonii i Liwy (łącznie 15 klubów), a turniej rozgrywano systemem ligowym. Po sezonie 2018 rozgrywek nie organizowano.

## Format
W turnieju występowały kluby z pierwszej ligi mistrzostw Łotwy. Odbywał się jeden mecz na boisku w hali krytej Skonto Arena. Zwycięzca kwalifikował się do dalszych gier, a pokonany odpadał z rywalizacji. W wypadku kiedy w regulaminowym czasie gry padł remis zarządzana była dogrywka, a jeśli i ona nie przyniosła rozstrzygnięcia, to dyktowane były rzuty karne. Na początku zespoły były podzielone na 2 grupy, z których po dwie najlepsze kwalifikowały się do półfinałów. Następnie grano finał oraz mecze o 3, 5 i 7 miejsca. Zwycięzca Pucharu Ligi nie otrzymywał prawo do gry w Lidze Europy UEFA.

## Zwycięzcy i finaliści
| Sezon                                                    | K | K | T | Zwycięzca  | Wynik            | Finalista        | Data, miejsce                        | Br. | Król strzelców | Uwagi                        |
| Puchar Zimowy Wyższej Ligi (łot. Virslīgas Ziemas kauss) |   |   |   |            |                  |                  |                                      |     |                |                              |
| 2013                                                     |   |   | 1 | FK Daugava | 3:0              | FK Ventspils     | 17.02.2013, Skonto Arena, Ryga       |     |                | 8 klubów w 2gr.+ faza puch.  |
| 2014                                                     |   |   | 1 | Skonto FC  | 3:2              | FK Jelgava       | 24.02.2014, Skonto Arena, Ryga, 100  |     |                | 10 klubów w 2gr.+ faza puch. |
| 2015                                                     |   |   | 2 | Skonto FC  | 3:1              | FK Liepāja       | 26.02.2015, Skonto Arena, Ryga       |     |                | 10 klubów w 2gr.+ faza puch. |
| 2016                                                     |   |   | 1 | FK Liepāja | 1:0              | FK Ventspils     | 20.02.2016, Skonto Arena, Ryga       |     |                | 8 klubów w 2gr.+ faza puch.  |
| 2017                                                     |   |   | 1 | FK RFS     | liga             | FK Liepāja       | 14.01-22.02.2017, Skonto Arena, Ryga |     |                | 15 klubów, syst.ligowy       |
| 2018                                                     |   |   | 2 | FK RFS     | 2:2 pd. (k. 5:4) | Spartaks Jurmała | 25.03.2018, Skonto Arena, Ryga       |     |                | 8 klubów w 2gr.+ faza puch.  |

Uwagi:

- wytłuszczono i kursywą oznaczone zespoły, które w tym samym roku wywalczyły mistrzostwo i Puchar kraju (dublet),
- wytłuszczono zespoły, które zdobyły mistrzostwo kraju,
- kursywą oznaczone zespoły, które zdobyły Puchar kraju.

## Statystyka

### Klasyfikacja według klubów
W dotychczasowej historii finałów o Puchar Ligi Łotewskiej na podium oficjalnie stawało w sumie 7 drużyn. Liderami klasyfikacji są Skonto FC i FK RFS, którzy zdobyli trofeum 2 razy.
Stan na 16.04.2023 
| Lp.       | Klub                | Zdobywca | Finalista | Zwycięskie sezony | Przegrane finały |   |   |            |  |
| --------- | ------------------- | -------- | --------- | ----------------- | ---------------- | - | - | ---------- |  |
| Lp.       | Klub                | 1.       | FK RFS    | Zwycięskie sezony | Przegrane finały | 2 | 0 | 2017, 2018 |  |
| Skonto FC | 2                   | 1.       | 0         | 2014, 2015        |                  |   |   |            |  |
| 3.        | FK Liepāja          | 1        | 2         | 2016              | 2015, 2017       |   |   |            |  |
| 4.        | FK Daugava          | 1        | 0         | 2013              |                  |   |   |            |  |
| 5.        | FK Ventspils        | 0        | 2         |                   | 2013, 2016       |   |   |            |  |
| 6.        | FK Jelgava          | 0        | 1         |                   | 2014             |   |   |            |  |
| 6.        | FK Spartaks Jurmała | 0        | 1         |                   | 2018             |   |   |            |  |

### Klasyfikacja według miast
Stan na 16.04.2023 
| Miasto   | Liczba tytułów | Kluby                     |
| -------- | -------------- | ------------------------- |
| Ryga     | 4              | Skonto FC (2), FK RFS (2) |
| Dyneburg | 1              | FK Daugava (1)            |
| Lipawa   | 1              | FK Liepāja (1)            |